# Clearlight
Clearlight est un one man band de rock progressif français, originaire de Paris. Mené par le claviériste Cyrille Verdeaux, le style musical du groupe est qualifié de prog symphonique, parfois psychédélique.

## Biographie
Cyrille Verdeaux forme Clearlight en 1973. À cette période, il est managé par Jacques Reland qui ira négocier un contrat pour lui avec le label anglais Virgin Records. Ce dernier accepte de le signer pour quatre albums.
Son premier album studio, Symphony, est publié en 1975, et remarqué par la presse spécialisée française, et internationale,.
Au fil des ans, il fait appel à divers musiciens dont Didier Malherbe (de Gong) et Didier Lockwood (Magma et Zao, décédé en 2018) sur son troisième opus, Les Contes du singe fou. Cet album est enregistré au studio Léo Clarens Studio en novembre 1976. Verdeaux laisse aussi parfois d’autres musiciens composer, comme le bassiste Joël Dugrenot sur Forever Blowing Bubbies en 1975, le deuxième album.
Dans les années 1980, Verdeaux décide de composer sous son propre nom. Il compose alors Moebius (1981), puis Piano for the Third Ear (1983), Messenger of the Sun (1984), Journey to Tantraland (1984), et Rhapsodie pour la planète bleue (1988), avant de reprendre le nom de Clearlight.
De nouveau sous son propre nom, il produit Tribal Hybrid Concept (1998), Ethnicolor's (1999 ; avec Pascal Menestreyl), Nocturnes digitales (2001), Flowers from Heaven (2002), et Inner Peace Concerto (2003). In Your Hands, une reprise de Les Contes du singe fou avec le claviériste et parolier Gunnar Amundson, est publiée en 1996.
Verdeaux et Don Falcone collaborent dans Spirits Burning (sous le nom de Spirits Burning and Clearlight). Leur album intitulé Healthy Music in Large Doses est publié en 2012, suivi par The Roadmap in Your Head en 2016.

## Membres

### Membre actuel
- Cyrille Verdeaux - claviers, gongs, congas, synthétiseurs, mellotron, basse synthétisée, glockenspiel, timbales, grand piano, initiation rythmique (depuis 1973)

### Musiciens invités
- Gilbert Artman - batterie, percussion, vibraphone, maracas
- Tim Blake - synthétiseurs, percussion
- Christian Boulé - guitare électrique, guitare cosmique
- Steve Hillage - guitare électrique
- Martin Isaacs - basse
- Didier Malherbe - saxophones ténor et soprano, flûte, doudouk
- Bob Boisadan - claviers, synthétiseurs
- Jean-Claude D'Agostini - guitares, flûte
- Joël Dugrenot - vocaux, basse
- François Jeanneau - synthétiseurs à bulles, flûte, saxophone soprano
- Christos Stapinopoulos - batterie, congas
- Amanda et Ann - chœur céleste
- David Cross - violons
- Brigitte Roy - vocaux
- Bruno Verdeaux - synthétiseur, congas aquatiques
- Serge Aouzi - batterie, percussion
- Ian Bellamy - vocaux
- Yves Chouard - guitares
- Didier Lockwood - violon
- Francis Mandin - synthétiseur, programmation, paroles
- Gérard Aumont - vocaux
- Jacky Bouladoux - batterie, percussion
- Patrick Depaumanou - sitar
- Gérard Gustin - vocaux
- Philippe Melkonian - basse
- Luc Plouton - synthétiseur
- Mohamed Taha - tablas
- Frédéric Rousseau - claviers
- Jean-Philippe Rykiel - synthétiseur
- Rex Houston - basse
- Don Lax - violon
- Dallas Smith - lyricon, flûte en bambou
- Richard Prezelin - guitare électrique
- Gumar Amundsen - vocaux, claviers, programmation de tabla
- Pascal Menestreyl - sampling, programmation midi
- Peter McCarthy - guitares
- Dan Shapiro - basse
- Shaun Guerin - batterie, percussion, vocaux
- Trevor Lloyd - violon
- Hom Nath - tablas
- Gene Stopp - synthétiseur
- John Thomas - guitares
- Cory Wright - saxophone ténor
- Matt Brown - vocaux
- Richard Hardy - saxophones ténor et soprano, flûte, tin whistle, clarinettes  ténor et basse
- Thomas St Vincent - guitares
- Neil Bettencourt - batterie, percussions

## Discographie
- 1975 : Symphony
- 1977 : Forever Blowing Bubbles
- 1977 : Les Contes du singe fou
- 1978 : Visions
- 1983 : Piano for the Third Ear (sous le nom de Cyrille Verdeaux)
- 1984 : Messenger of the Sun (sous le nom de Cyrille Verdeaux)
- 1984 : Journey to Tantraland (sous le nom de Cyrille Verdeaux)
- 1988 : Rhapsodie pour la planète bleue (sous le nom de Cyrille Verdeaux)
- 1990 : Symphony II
- 1996 : Mosaïque (in Your Hands)
- 1998 : Tribal Hybrid Concept (avec Pascal Menestreyl) (sous le nom de Cyrille Verdeaux)
- 1999 : Ethnicolor's (avec Pascal Menestreyl) (sous le nom de Cyrille Verdeaux)
- 2001 : Nocturnes digitales (sous le nom de Cyrille Verdeaux)
- 2002 : Flowers from Heaven (sous le nom de Cyrille Verdeaux)
- 2003 : Inner Peace Concerto (sous le nom de Cyrille Verdeaux)
- 2003 : Shamballa - a Journey to the Crystal World (sous le nom de Cyrille Verdeaux)
- 2003 : Infinite Symphony

### Participations
- 1974 : Delired Cameleon Family
- 1978 : Photo Musik (Christian Boulé)